# Ribadedeva
Ribadedeva is een gemeente in de Spaanse provincie en regio Asturië met een oppervlakte van 35,66 km². Ribadedeva telt 1.791 inwoners (1 januari 2016).

## Demografische ontwikkeling
Bron: INE, 1857-2011: volkstellingen